# Alfred P. Sloan Foundation
De Alfred P. Sloan Foundation is een Amerikaanse filantropische, niet-gouvernementele non-profitorganisatie, opgericht in 1934 door Alfred P. Sloan, de toenmalige directeur (Chief Executive Officer) van het automobielconcern General Motors.
De organisatie heeft onderzoekprogramma's op het gebied van wetenschap, technologie en economie. De activa van de Sloan Foundation bedragen ongeveer 1,8 miljard dollar.
Vanaf 2000 spendeerde de organisatie meer dan 17 miljoen dollar in een programma ter bestrijding van bioterrorisme. Andere projecten waarin de organisatie geld bijdroeg zijn onder ander de Sloan Work and Family Research Network at Boston College (vanaf 1997), Sloan Digital Sky Survey (vanaf 2000), Census of Marine Life (2002) en Encyclopedia of Life (2007). In maart 2008 maakte de organisatie bekend een donatie van 3 miljoen dollar aan de Wikimedia Foundation te doen, in drie jaarlijkse bijdragen van 1 miljoen.